# SIM (organisation chrétienne)
SIM est une organisation missionnaire chrétienne évangélique interconfessionnelle internationale. Son siège principal est situé à Charlotte (Caroline du Nord), États-Unis. 

## Histoire
L’organisation a ses origines dans un mission évangélique américaine appelée Sudan Interior Mission, fondée en 1893 à Lagos au Nigeria, par Walter Gowans, Rowland Bingham et Thomas Kent.  D’autres organisations ont fusionné avec l’organisation, dont l’Africa Evangelical Fellowship, International Christian Fellowship et l’Andes Evangelical Mission. Elle est renommée SIM International en 1980, puis SIM Society for International Ministries en 1992 et SIM en 2002. En 2022, elle dit compter 4,000 travailleurs dans 70 pays.

## Programmes
L’organisation a des programmes centrés sur l'évangélisation, la formation de disciples, l’appui aux églises et l'aide humanitaire chrétienne .